# Podhůří (Kasejovice)
Podhůří je malá vesnice, část města Kasejovice v okrese Plzeň-jih v Plzeňském kraji. Nachází se asi 5,5 kilometru západně od Kasejovic. Podhůří leží v katastrálním území Podhůří u Nepomuka o rozloze 1,73 km².

## Historie
První písemná zmínka o vesnici pochází z roku 1380. Ještě jako samostatná obec je zmiňována v roce 1383 jako majetek obce Blovice.

## Obyvatelstvo
| Rok            | 1869 | 1880 | 1890 | 1900 | 1910 | 1921 | 1930 | 1950 | 1961 | 1970 | 1980 | 1991 | 2001 | 2011 | 2021 |
| -------------- | ---- | ---- | ---- | ---- | ---- | ---- | ---- | ---- | ---- | ---- | ---- | ---- | ---- | ---- | ---- |
| Počet obyvatel | 155  | 177  | 164  | 135  | 118  | 126  | 113  | 77   | 86   | 76   | 55   | 44   | 31   | 37   | 37   |
| Počet domů     | 25   | 25   | 25   | 25   | 23   | 20   | 21   | 21   | 19   | 19   | 17   | 19   | 20   | 21   | 21   |

## Obecní správa
Při sčítání lidu v letech 1850–1975 Podhůří bylo samostatnou obcí, se kterým patřilo nejprve do okresu Přeštice, ale v roce 1950 v okrese Blovice a od roku 1960 v okrese Plzeň-jih. Od 1. ledna 1976 do 31. prosince 1979 bylo částí obce Životice v okrese Plzeň-jih. Od 1. ledna 1980 je částí města Kasejovice v okrese Plzeň-jih. Poté se Životice opět osamostatnily, ale Podhůří již zůstalo součástí Kasejovic.

## Pamětihodnosti
- Usedlost čp. 1